# Assemble25
Assemble25 es el tercer álbum de estudio del grupo surcoreano femenino TripleS y segundo después de Assemble24 (2024). El álbum fue publicado el 12 de mayo de 2025 por Modhaus con el sencillo principal «Are You Alive».

## Antecedentes y lanzamiento
Del 24 al 31 de enero de 2025, los fanáticos de TripleS pudieron votar por el sencillo principal del próximo álbum del grupo. Las ocho canciones nominadas fueron: «Stranger Things», «World Wide Women», «Unlimiter», «Irony Icon», «Lit Pop», «Girls Be», «Diablo» y «Light Up»; dando como ganador al primero de estos.
El álbum fue anunciado oficialmente durante un concierto el 12 de abril. El 25 de abril anunciaron el sencillo principal «Are You Alive», anteriormente llamado «Stranger Things». Los avances del videoclip fueron publicados el 1 y 6 de mayo, respectivamente.

## Recepción crítica
Según Jeong Ki-yeop, escritor de IZM, es difícil considerar la estructura lineal del álbum porque las canciones no siguen el concepto de la canción principal. También resalta las canciones «Too Hot», «Friend Zone» y «Firework Diary» por su melodía e instrumentación armoniosa. Raul Stanciu de Sputnikmusic mencionó que el álbum es menos diverso que su predecesor, pero aún conserva la diversión en las canciones.

## Rendimiento comercial
Assemble25 estableció un nuevo récord en ventas tras haber acumulado 446 314 en sus primeros tres días de lanzamiento en Hanteo Chart. El álbum debutó en la tercera posición del Circle Album Chart con 350 428 copias vendidas. En julio de 2025, Assemble25 fue certificado platino por la Korea Music Content Association.

## Lista de canciones
| Lista de canciones de Assemble25 | | |                                                                           |                         |          |  |
| N.º                              | Título | Letras | Música                                                                    | Arreglos                | Duración |  |
| 1.                               | «@% (Alpha Percent)»                                                                                        | Jaden Jeong | Haring (MonoTree) Revin                                                   | Haring Revin            | 1:03     |  |
| 2.                               | «Are You Alive» (깨어?, KkaeeoRR, lit. 'Despierto')                                                         | J. Jeong Jang Da-in Lila Ikki | Haring Ikki Kwon Ae-jin (MonoTree) Lyd                                    | Haring                  | 3:07     |  |
| 3.                               | «Detective Soseol» (추리소설?, ChurisoseolRR, lit. 'Historia de detectives')                                | Jinli (Full8loom) J. Jeong | Glory Face (Full8loom) Jinli Keejun (Full8loom)                           | Glory Face Keejun       | 3:21     |  |
| 4.                               | «Firework Diary» (어제 우리 불꽃놀이?, Eoje Uri BulkkotnoriRR, lit. 'Nuestros fuegos artificiales de ayer') | GDLO (MonoTree) | GDLO Moonkyo (MonoTree) C'sa                                              | Moonkyo GDLO            | 3:09     |  |
| 5.                               | «Love Child»                                                                                                | J. Jeong | Junhyuk Luke (MonoTree) Arineh Karimi BB Elliot                           | Junhyuk Luke            | 3:02     |  |
| 6.                               | «Persona»                                                                                                   | Park So-hyun | Park Badd Ikki Nild (MonoTree) Frankie Day (The Hub) Awrii (The Hub) Hyun | Park Badd               | 3:03     |  |
| 7.                               | «Too Hot»                                                                                                   | Jeong Il-kwon (MUMW) Muha (MUMW) Lee Bo-bae (MUMW) Kim Lo-ki (MUMW) Kim Ba-da (MUMW) Che-che (MUMW) Chris (MUMW) Aran (MUMW) Hyun Yoo-wol (MUMW) Chae Ri-ha (MUMW) Do Hwa-yoon (MUMW) | Didrik Thott Andreas Öhrn Hymax                                           | Hymax                   | 3:22     |  |
| 8.                               | «Diablo» | Park J. Jeong D'Day | KZ Honeysweat Dint MLC Maria Marcus                                       | Honeysweat              | 3:21     |  |
| 9.                               | «Friend Zone»                                                                                               | Artronic Waves Hae Na-hyun (MUMW) Yeon (Artiffect Music) | Artronic Waves Mayday (AW:Crew)                                           | Artronic Waves Mayday   | 3:18     |  |
| 10.                              | «Love2Love»                                                                                                 | MLC Marcus ImSuho Naasim LuckyJang | ImSuho Naasim LuckyJang MLC Marcus                                        | LuckyJang Naasim ImSuho | 3:11     |  |
| 29:57                            | | |                                                                           |                         |          |  |

## Créditos y personal
Créditos adaptados de Melon.
Estudios
- The Vibe Studio – grabación (1-2; 5-10)
- Redzone Studio – mezcla (1)
- Sol Sound – grabación (2-4; 6-7; 10)
- Studio Beyond – grabación (2; 4)
- Getaway Studio – mezcla (2; 4; 6-7)
- J's Atellier – mezcla (3; 5; 8-9)
- Dint Studio – edición (8)
- Doobdoob – grabación (8)
- 821 Sound – masterización

Músicos
- TripleS – voces
  - Yoon Seo-yeon – coros (1)
  - Park So-hyun – dirección vocal (6)
- Haring – instrumentación (1-2), dirección vocal (2), edición (2)
- Shiry – guitarra (1-2)
- Revin – edición (1), mezcla (1)
- Min Seong-hwan – grabación (1-2; 5-10)
- Kwon Ae-jin – dirección vocal (2; 9), coros (2; 5)
- Ikki – dirección vocal (2), coros (2; 6)
- Jeong Lee-soo – dirección vocal (2-4; 6-7; 9)
- Lyd – coros (2)
- Yoon Kil-joong – grabación (2-4; 6-7; 10)
- Choi Woo-seok – grabación (2; 4)
- Lee Tae-sup – mezcla (2; 4; 6-7)
- Seion – dirección vocal (3; 7)
- Jinli – coros (3)
- Jang Joon-ho – teclado (3), sintetizador (3)
- Im Ki-joon – teclado (3), sintetizador (3).
- Park Soon-cheol – bajo (3)
- Joo Woo-young – edición (3; 6)
- Jeong Jin – mezcla (3; 5; 8-9)
- C’SA – dirección vocal (4), coros (4)
- Moonkyo – dirección vocal (4), teclado (4), sintetizador (4), batería (4)
- GDLO – teclado (4), sintetizador (4), batería (4)
- Luke – dirección vocal (5), programación de MIDI (5), edición (5)
- Junhyuk – dirección vocal (5), programación de MIDI (5), edición (5)
- Kim Joo-hyung – edición (6)
- Badd – dirección vocal (6), teclado (6), sintetizador (6), edición (6)
- Codename – teclado (6)
- Hymax – dirección vocal (7), teclado (7), bajo (7), edición (7)
- Kuzzi – coros (7)
- Kazey – guitarra (7)
- Coomo – coros (8)
- Honeysweet – sintetizador (8), piano (8), batería (8), bajo (8), programación de MIDI (8)
- KZ – piano eléctrico (8), piano (8)
- Dint – edición (8)
- Kim Ji-hyun – grabación (8)
- Dauli – dirección vocal (9), teclado (9)
- Yeon – dirección vocal (9), coros (9)
- Mayday – coros (9), teclado (9), guitarra (9), bajo (9)
- ImSuho – dirección vocal (10), sintetizador (10), bajo (10), edición (10)
- Naasim – dirección vocal (10), teclado (10), bajo (10), edición (10)
- LuckyJang – dirección vocal (10), teclado (10), sintetizador (10), edición (10)
- Kim So-hyun – coros (10)
- Kim Seok-min – mezcla (10)
- Kim Nam-woo – masterización

## Posicionamiento en listas
| Lista (2025)           | Mejor posición |
| ---------------------- | -------------- |
| Corea del Sur (Circle) | 3              |

| Lista (2025)           | Mejor posición |
| ---------------------- | -------------- |
| Corea del Sur (Circle) | 8              |

## Certificaciones
| País                                                     | Certificación | Ventas   |
| -------------------------------------------------------- | ------------- | -------- |
| (KMCA)                                                   | Platino       | 250 000^ |
| ^cifras de envíos basadas únicamente en la certificación |               |          |

## Historial de lanzamiento
| Región        | Fecha              | Formato                     | Discográfica |
| ------------- | ------------------ | --------------------------- | ------------ |
| Corea del Sur | 12 de mayo de 2025 | CD                          | Modhaus      |
| Varios        | 12 de mayo de 2025 | Descarga digital, streaming | Modhaus      |